# Šlesvicko-Holštýnsko
Šlesvicko-Holštýnsko (německy Schleswig-Holstein  [ˈʃleːsvɪç ˈhɔlʃtaɪ̯n], dánsky Slesvig-Holsten) je nejsevernější spolková země Německa na jihu Jutského poloostrova na pravém břehu řeky Labe. Její metropolí je město Kiel.

## Název
Spolková země je pojmenována podle Šlesvicka a Holštýnska, dvou hlavních historických zemí, z nichž je složena. Ze Šlesvicka náleží ke spolkové zemi jižní polovina (severní část patří Dánsku), Holštýnsko téměř celé. K dalším historickým územím tvořícím dnešní spolkovou zemi patří také většina území někdejšího Lauenburského vévodství, rozkládající se na jihovýchodě, téměř celé území někdejšího městského státu Lübecku, celé území někdejšího Lübeckého knížectví, bývalé hamburské exklávy Geesthacht a Großhansdorf, jakož i několik bývalých meklenburských exkláv.

## Geografie
Šlesvicko-Holštýnsko na severu hraničí s Dánskem, na jihu s německými spolkovými zeměmi Dolním Saskem a Svobodným a hanzovním městem Hamburk, na východě pak s německou spolkovou zemí Meklenbursko-Přední Pomořansko. Celé území Šlesvicka-Holštýnska je součástí Severoněmecké nížiny a rozkládá se v jižní části Jutského poloostrova mezi západně položeným Severním mořem a východně položeným Baltským mořem. Západní pobřeží spolkové země je lemováno ve středověku a raném novověku vzniklými Severofrískými ostrovy, které byly v minulosti součástí Jutského poloostrova. Všechny tyto ostrovy jsou zde obklopené mělčinovou oblastí označovanou německým termínem Wattenmeer, jehož většina je zde součástí národního parku Schleswig-Holsteinisches Wattenmeer. Při odlivu se zde obnažují rozsáhlé oblasti písčin či bahna. U opačného východního (baltského) pobřeží spolkové země se rozkládá ostrov Fehmarn.

## Správa
Šlesvicko-Holštýnsko se správně dělí na jedenáct okresů (Kreis) (krajů):

1. Dithmarsche (Dithmarschen)
2. Vévodství lauenburské (Herzogtum Lauenburg)
3. Severní Frísko (Nordfriesland)
4. Východní Holštýnsko (Ostholstein)
5. Pinneberg
6. Plön
7. Rendsburg-Eckernförde
8. Schleswig-Flensburg
9. Segeberg
10. Steinburg
11. Stormarn

Dále zde existují čtyři města s postavením městského okresu (Kreisfreie Stadt):
1. Kiel (KL)
2. Lübeck (HL)
3. Neumünster (NMS)
4. Flensburg (FL)